# Kup kralja Aleksandra
Kup kralja Aleksandra bilo je službeno nogometno natjecanje gradskih podsaveznih reprezentacija po jedinstvenom kup sustavu u Kraljevini SHS. Kup natjecanje pokrenuo je Jugoslavenski nogometni savez 1924. godine sa svrhom daljnjeg razvoja i popularizacije nogometa. Da bi se i među samim natjecateljima pobudilo što veće zanimanje za to natjecanje, tadašnji kralj Aleksandar I. odazvao se molbi Jugoslavenskog nogometnog saveza i darovao skupocjeni Zlatni pehar. Prema pravilima ovog Kupa, skupocjeni pokal trebao je prijeći u trajno vlasništvo one reprezentacije koja tri puta uzastopce ili pet puta s prekidima osvoji kup. Već nakon prva tri natjecanja Zlatni pehar je u trajno vlasništvo dobila Zagrebačka reprezentacija. 1927. godine Kup je preimenovan u Kup Jugoslavenskog nogometnog saveza. Kup su osvajale Zagrebačka (3 puta uzastopce) i Beogradska reprezentacija (jednom).

## Pobjednici
| Sezona | Pobjednik | Završnica          | rezultat |
| ------ | --------- | ------------------ | -------- |
| 1924.  | Zagreb    | Zagreb - Split     | 3:2      |
| 1925.  | Zagreb    | Zagreb - Split     | 3:1      |
| 1926.  | Zagreb    | Zagreb - Beograd   | 3:1      |
| 1927.  | Beograd   | Beograd - Subotica | 3:0      |

## Ukupni učinak reprezentacija
| mj | naziv reprezentacije | uta | pob | neo | izg | pop | pri | bod |
| -- | -------------------- | --- | --- | --- | --- | --- | --- | --- |
| 1. | Zagreb               | 11  | 10  | 0   | 1   | 39  | 20  | 20  |
| 2. | Beograd              | 9   | 6   | 0   | 3   | 34  | 13  | 12  |
| 3. | Split                | 8   | 4   | 0   | 4   | 17  | 16  | 8   |
| 4. | Subotica             | 7   | 3   | 0   | 4   | 15  | 20  | 6   |
| 5. | Ljubljana            | 5   | 1   | 0   | 4   | 9   | 19  | 2   |
| 6. | Osijek               | 4   | 0   | 0   | 4   | 6   | 15  | 0   |
| 7. | Sarajevo             | 4   | 0   | 0   | 4   | 4   | 21  | 0   |